# Bohutín (kraj środkowoczeski)
Bohutín – wieś i gmina w Czechach, w powiecie Przybram, w kraju środkowoczeskim. 1 stycznia 2014 liczyła 1729 mieszkańców.